# Ministère de l'Égalité des genres (Danemark)
Pour les articles homonymes, voir ministère de l'Égalité des chances.
Le ministère de l'Égalité (parfois complété des Chances ou des Genres) est un ministère danois dirigé par Magnus Heunicke depuis le 29 août 2024.

## Historique
Entre 1999 et 2001, le ministère de l'Égalité est rattaché à celui de la Ville et du Logement. Entre 2001 et 2007, le ministère, détaché de la Ville et du Logement, et rattaché au portefeuille des Affaires sociales. Entre 2007 et 2009, il est encore détaché pour rejoindre l'éphémère ministère du Bien-être social (rassemblant l'Intérieur, la Santé et les Affaires sociales). Ministère indépendant entre 2009 et 2011, il est rattaché, entre 2011 et 2014, aux portefeuilles des Affaires ecclésiastiques et de la Coopération nordique et au ministère de l'Éducation de 2015 à 2016.
Il est rattaché au ministère de la Coopération nordique de 2016 à 2020 et à celui de la Pêche de 2018 à 2020. De 2019 à 2020, le ministère de l'Alimentation lui est rattaché.

## Liste des ministres
| Nom | Nom                       | Gouvernement             | Début du mandat   | Fin du mandat     |
| --- | ------------------------- | ------------------------ | ----------------- | ----------------- |
|     | Jytte Andersen            | Nyrup Rasmussen IV       | 27 septembre 1999 | 21 décembre 2000  |
|     | Lotte Bundsgaard          | Nyrup Rasmussen IV       | 21 décembre 2000  | 27 novembre 2001  |
|     | Henriette Kjær            | Fogh Rasmussen I         | 27 novembre 2001  | 2 août 2004       |
|     | Eva Kjer Hansen           | Fogh Rasmussen I et II   | 2 août 2004       | 12 septembre 2007 |
|     | Karen Jespersen           | Fogh Rasmussen III       | 12 septembre 2007 | 7 avril 2009      |
|     | Inger Støjberg            | Løkke Rasmussen I        | 7 avril 2009      | 23 février 2010   |
|     | Lykke Friis               | Løkke Rasmussen I        | 23 avril 2010     | 3 octobre 2011    |
|     | Manu Sareen               | Thorning-Schmidt I et II | 3 octobre 2011    | 28 juin 2015      |
|     | Ellen Trane Nørby         | Løkke Rasmussen II       | 28 juin 2015      | 28 novembre 2016  |
|     | Karen Ellemann            | Løkke Rasmussen III      | 28 novembre 2016  | 2 mai 2018        |
|     | Eva Kjer Hansen           | Løkke Rasmussen III      | 2 mai 2018        | 27 juin 2019      |
|     | Mogens Jensen             | Frederiksen I            | 27 juin 2019      | 19 novembre 2020  |
|     | Peter Hummelgaard Thomsen | Frederiksen I            | 19 novembre 2020  | 4 février 2022    |
|     | Trine Bramsen             | Frederiksen I            | 4 février 2022    | 15 décembre 2022  |
|     | Marie Bjerre              | Frederiksen II           | 15 décembre 2022  | 23 novembre 2023  |
|     | Mia Wagner                | Frederiksen II           | 23 novembre 2023  | 7 décembre 2023   |
|     | Marie Bjerre              | Frederiksen II           | 7 décembre 2023   | 29 août 2024      |
|     | Magnus Heunicke           | Frederiksen II           | 29 août 2024      | en cours          |